# Mündelhypothek
Die Mündelhypothek dient zur Absicherung einer Immobilienfinanzierung bei Erbbaugrundstücken. 
Bei der Beleihung eines Grundstückes mit Erbbaurecht gelten besondere Vorschriften, die eine Mündelsicherheit garantieren sollen. Früher waren die Vorschriften in der Erbbaurechtsverordnung geregelt. Seit dem 30. November 2007 wird der gleiche Inhalt im Erbbaurechtsgesetz §§ 18–20 geregelt: 
Eine Tilgungshypothek an einem inländischen Grundstück gilt als mündelsicher wenn die Hälfte des Wertes des Erbbaurechts nicht überschritten wird und die planmäßige Tilgung der Hypothek spätestens mit Beginn des vierten Kalenderjahres nach Hypothekengewährung beginnt und spätestens zehn Jahre vor Ablauf des Erbbaurechtes beendet ist. 
Innerhalb der Hypothekenlaufzeit muss es dem Erbbauberechtigten oder seinem Rechtsnachfolger möglich sein, aus den Erträgen des Erbbaurechts die Hypothek zu tilgen.

## Versicherungsunternehmen
Für Versicherungsunternehmen sind im Erbbaurechtsgesetz § 21 besondere Sicherheitsgrenzen für Beleihungen geregelt.

## Landesrechtliche Vorschriften
Einzelne Bundesländer können in der Landesgesetzgebung für die innerhalb ihres Geltungsbereichs gelegenen Grundstücke abweichende Vorschriften festlegen.